# Tour des Combrailles
Le Tour des Combrailles est une course cycliste française disputée en plein cœur de la région naturelle des Combrailles, dans le nord-ouest du Massif central. Créée en 1962, elle est organisée par l'UV Saint-Éloy-les-Mines durant toute son existence. 
La course succède en 1964 au Grand Prix de Saint-Éloy-les-Mines, qui se déroulait sur une journée. Contrairement à ce dernier, elle se tient sur plusieurs étapes jusqu'à sa disparition. 

## Palmarès
| Année                                                            | Vainqueur             | Deuxième              | Troisième          |
| Grand Prix de l'industrie et du commerce de Saint-Éloy-les-Mines |                       |                       |                    |
| ---------------------------------------------------------------- | --------------------- | --------------------- | ------------------ |
| 1962                                                             | Abel Le Dudal         | André Dagouret        | Robert Gimeno      |
| 1963                                                             | Yves Fayon            | Maurice Benet         | Jacky Denizon      |
| Tour des Combrailles                                             |                       |                       |                    |
| 1964                                                             | Robert Poulot         | Pierre Scribante      | Blaise Gallo       |
| 1965                                                             | José Manuel López     | Mariano Díaz          | José Suria         |
| 1966                                                             | André Van Espen       | Bernard Champion      | Georges Ballandras |
| 1967                                                             | Daniel Samy           | Christian Robini      | José Gómez Lucas   |
| 1968                                                             | Jean-Pierre Paranteau | Jean-Claude Baud      | Pierre Rivory      |
| 1969                                                             | Arcangelo Locatelli   | Jean-Pierre Paranteau | Claude Perrotin    |
| 1970                                                             | André Mollet          | André Doyen           |                    |
| 1971                                                             | Marcel Boishardy      | Raymond Martin        | Patrice Testier    |